# Ana Cata-Chitiga
Ana Cata-Chitiga, född 20 juni 1989, är en fransk basketspelare. 
Cata-Chitiga deltog vid olympiska sommarspelen 2020 och var en del av Frankrikes lag som slutade på fjärde plats i tremannabasket.